# 정형주
정형주(1964년 7월 25일~ )는 대한민국의 정치인이다. 서울 성동고등학교, 한국외국어대학교 용인캠퍼스를 졸업했으며 한국외대 재학 시절에는 성남-용인지구 대학교 총학생회장을 지냈다. 한국외대 졸업 이후, 성남 중원구,수정구 지역에서 노동운동가로 활동했으며 성남시 중원구 (선거구)에 진보 성향의 무소속 후보로 출마하였으나 낙선하였다. 1997년 노동,농민,빈민운동가와 진보성향의 재야운동가를 중심으로 건설국민승리21이 창당되자 국민승리21에 입당하여 창당발기인에 이름을 올렸으며 국민승리21 성남 중원지구당 위원장을 지냈다.건설국민승리21이 민주노동당으로 당명을 변경해 재창당한 이후 같은 선거구에 민주노동당 소속으로 16.17.18대 국회의원 선거에 출마하였으나 낙선하였다.